# F9: The Fast Saga (colonna sonora)
F9: The Fast Saga è la colonna sonora del film Fast & Furious 9 - The Fast Saga, pubblicata il 17 giugno 2021 dalla Atlantic Records e dalla Universal Music Group.
La colonna è composta da tre singoli: I Won, Fast Lane e Bussin Bussin.

## Singoli
Il primo singolo estratto dalla colonna sonora, chiamato I Won è stato pubblicato il 4 giugno 2021. La canzone è stata eseguita da Ty Dolla Sign, Jack Harlow e da 24kGoldn. Il secondo singolo, Fast Lane, è stato pubblicato l'11 giugno. La canzone è stata eseguita da Don Toliver, Lil Durk e da Latto. Il terzo singolo, Bussin Bussin, è stato pubblicato il 18 giugno. La canzone è stata eseguita da Lil Tecca. Quattro singoli promozionali sono stati rilasciati lo stesso giorno in cui è uscito il secondo singolo; Furiosa, eseguita da Anitta, Bushido, eseguita da Good Gas e JP the Wavy, Mala, eseguita da Jarina de Marco, ed Exotic Race eseguita da Murci feat. Sean Paul e Dixson Waz. 

## Tracce
1. Don Toliver, Lil Durk e Latto – Fast Lane – 2:52 (testo: Caleb Zackery Toliver, Bryan Williams, Norman Payne, Byron Thomas, Ivory Scott, Altariq Crapps, Alyssa Stephens, Jordan Douglas, Tyshane Thompson, Durk Banks, Jocelyn Donald – musica: PopNick, DJ Chose, Tariq Beats)
2. Skepta e Pop Smoke – Lane Switcha (feat. A$AP Rocky, Juicy J e Project Pat) – 2:48 (testo: John Mitchell, Cody Rounds, Danny Snodgrass Jr., Jim Lavigne, Patrick Earl Houston, Jordan Houston, Tanner Katich, Joseph Adenuga, Maxwell James Nichols, Bashar Barakah Jackson, Rakim Athelaston Mayers – musica: Taz Taylor, Cxdy, OkTanner, MJNichols)
3. Offset, Trippie Redd, Kevin Gates, Lil Durk e King Von – Hit Em Hard – 2:43 (testo: Kevin Gates, Kiari Cephus, Andrew Cedar, Michael White, Ishmael Sadiq Montague, Kevin Gates, Brian Collins, Durk Banks – musica: Cedar, ISM)
4. Ty Dolla Sign, Jack Harlow e 24kGoldn – I Won – 2:55 (testo: Dazmiere Jones, Golden Landis Von Jones, Gradon Lee, Jackman Thomas Harlow, Jake Troth, Tyrone William Griffin Jr., Vince Watson – musica: Grady, Invincible)
5. Amenazzy, Farruko, Myke Towers e Rochy RD – Rapido – 2:33 (testo: Aderli Oviedo, Humberto Viana, José Daniel Betances, Nicael Arroyo, Ronal Toro, Jose E. Luna, Edgar Machuca, Jose Mazo, Carlos Reyes-Rosado, Michael Torres, Edgar Machuca, Gilbert Rodriguez, Lincoln Castañeda, Jose Nicael Arroyo – musica: Humby, Nicael, Ricky Luna, Linkon)
6. The Prodigy – Breathe (Liam H and René LaVice Re-Amp) – 2:29 (testo: Keith Palmer, Robert Diggs, René LaVice, Keith Flint, Liam Howlett – musica: Howlett)
7. Justin Quiles, Dalex e Konshens – Real – 3:47 (testo: Garfield Spence, Pedro David Daleccio, Hector Mendoza, Justin Quiles, Karloff Gaitan – musica: Happy Colors, Karloff Gaitan)
8. Lil Tecca – Bussin Bussin – 2:20 (testo: Nicolas Zita, Tyler-Justin Anthony Sharpe, Rodolfo Argueta, Tarik Johnston – musica: Rvssian, Pyroman)
9. Anitta – Furiosa – 2:33 (testo: Ale Alberti, Jon Wienner, Tobias Wincorn, Blue Gaillard, Gregory Hein, Sam Homaee – musica: The Roommates, Wincorn)
10. Kevin Gates – Ride da Night (feat. Polo G e Teejay3k) – 2:48 (testo: Jacob Greenspan, Kevin Gates, Taurus Bartlett, Jared Scharff, Kevin Andre Price, Timothy Williams, Jaucquez Lowe – musica: Pearl Lion, Go Grizzly, JaeGreen)
11. Good Gas e JP the Wavy – Bushido – 3:13 (testo: Braxton Olita, Nvmbrtwntynice, Rhondo Robinson, Michael De'Jour Thomas, Sentaro Irizato, Braxton Olita, Troncon Markous Roberts, Jr., JP the Wavy – musica: De'Jour Thomas, RhondofromJersey, FKi 1st)
12. NLE Choppa – Speed It Up (feat. Rico Nasty) – 2:23 (testo: Maria Kelly, Bryson Potts, Kevin Andre Price – musica: Go Grizzly)
13. Jarina De Marco – Mala – 2:20 (testo: Jarina De Marco, Adrianne Gonzalez – musica: AG)
14. Murci – Exotic Race (feat. Sean Paul e Dixson Waz) – 3:21 (testo: Sean Paul Henriques, Nyann News Lodge, Jason Henriques, Murci, Wascar Moya – musica: Murci)